# Anne Sullivan Macy

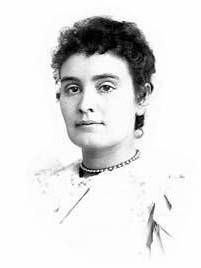
Anne Sullivan Macy

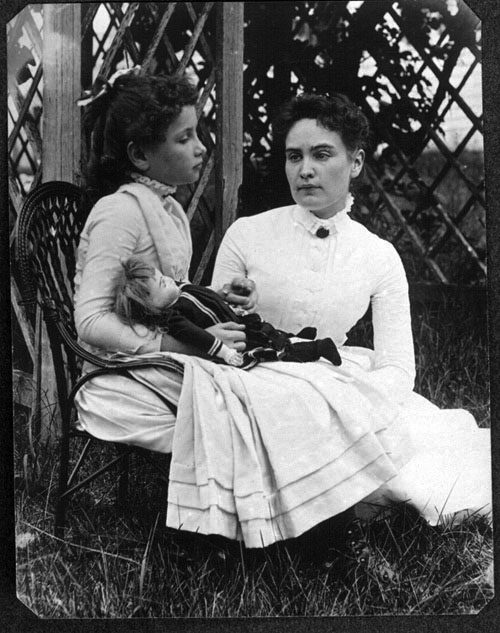
Anne Sullivan (rechts) mit Helen Keller (1888)

Anne Sullivan, auch Annie Sullivan, geborene Johanna Mansfield Sullivan (* 4. April 1866 in Feeding Hills, Massachusetts; † 20. Oktober 1936 in New York City, New York) war eine US-amerikanische Lehrerin für blinde Kinder. Ihre berühmteste Schülerin war Helen Keller.

## Leben
Anne Sullivan wurde in Feeding Hills, Massachusetts, geboren. Ihre Eltern, Thomas Sullivan und Alice Cloesy, waren arme Landwirte, die 1847 wegen der Großen Hungersnot aus Irland ausgewandert waren. Ihr Vater war Alkoholiker und schlug sie. Ihre Mutter litt an Tuberkulose und starb, als Anne acht war. Zwei Jahre später verließ ihr Vater die Kinder, die daraufhin in das Waisenhaus in Tewksbury gebracht wurden. Sullivan kümmerte sich dort vor allem um ihren jüngeren Bruder, der behindert und zudem an Tuberkulose erkrankt war. Er starb später im Krankenhaus.
Als Anne drei Jahre alt war, verschlechterte sich ihr Sehvermögen. Im Alter von fünf Jahren vernarbte ihre Hornhaut aufgrund einer bakteriellen Infektion. Nachdem sie erfolglos eine Reihe von Ärzten besucht hatte, schlug ein katholischer Pfarrer eine Operation vor, bei der ihre Augen mit Kokain betäubt wurden. Der Eingriff verschlechterte ihr Sehvermögen weiter. Eine weitere Operation in Boston brachte keine Besserung.
Ausbildung
Ab 1880 besuchte Sullivan die Perkins School for the Blind, eine Schule für blinde Menschen. Dort lernte sie das Fingeralphabet für Gehörlose kennen, bei dem jeder Buchstabe durch Fingerbewegungen ausgedrückt wird (nicht zu verwechseln mit der Gebärdensprache). Alle Lehrer und Schülerinnen des Perkins-Institutes beherrschten dieses Alphabet, um mit Laura Bridgman kommunizieren zu können. Bridgman lebte im Perkins-Institut und arbeitete dort als Handarbeitslehrerin. Sie war seit früher Kindheit taubblind und lernte diese Sprache, indem ihr Lehrer Howe sie Gegenstände befühlen ließ und ihr gleichzeitig das dazugehörige Wort auf die Handfläche buchstabiert, bis sie begriff, dass die gefühlten Fingerbewegungen der Name des Gegenstandes sind. Anne Sullivan erlangte besondere Geschicklichkeit beim Gebrauch des Fingeralphabets und gehörte zu Bridgmans Lieblingsschülerinnen.
1887 begann Sullivan, die taubblinde Helen Keller mit Hilfe des Fingeralphabets zu unterrichten. Der Erfolg stellte selbst Laura Bridgmans Leistungen in den Schatten und brachte Anne Sullivan nicht nur Bewunderung, sondern auch Neid und Missgunst ein.
Sullivan und Keller wechselten später in das Radcliffe College, wo Keller 1904 graduierte. Danach zogen sie gemeinsam auf den Bauernhof eines Wohltäters. Am 2. Mai 1905 heiratete Sullivan den Harvardprofessor John Albert Macy (1877–1932), der Keller bei der Arbeit an ihrer Biografie geholfen hatte. Die Ehe war jedoch sehr unglücklich. Sullivan blieb mit Keller in Kontakt und begleitete sie bei ihrer Arbeit. 1935 erblindete Sullivan vollständig und starb im Jahr darauf in New York. Sie wurde eingeäschert und in der Washington National Cathedral, wie später auch Helen Keller, beigesetzt.